# Una vita da gatto
Una vita da gatto (Nine Lives) è un film diretto da Barry Sonnenfeld e interpretato da Kevin Spacey.

## Trama
Tom Brand è un uomo molto ricco proprietario di un'azienda (chiamata FireBrand) che ha in progetto di elevare edifici. Tutto questo lavoro lo porta a trascurare la sua famiglia ossia sua moglie Lara, sua figlia Rebecca e David, il figlio avuto dalla prima moglie. Giunge il compleanno della figlia che desidera un gatto e così il papà, nonostante odii i gatti, va in un negozio per comprargliene uno, ma il negoziante, subito rivelatosi un mago, approfitta di un incidente occorso all'uomo e fa finire in coma il suo corpo umano, trasferendo la sua anima in un gatto: in questo modo, Tom potrà passare più tempo con la sua famiglia e capirne i valori. Alla fine l'uomo si sacrificherà per fermare l'apparente suicidio del figlio David, che si riprenderà la società del padre; quest'ultimo tornerà nel suo vero corpo e guarderà felice, abbracciato a Lara e Rebecca, il successo di David. Il film si chiude con Tom e Rebecca che tornano nel negozio del mago per prendere un nuovo gatto, e invece, per la gioia di Rebecca, il felino che le viene regalato è proprio il gatto in cui l'anima di Tom era stata trasferita.

## Personaggi
- Tom Brand: è il protagonista del film. È un uomo molto ricco e potente ma, essendo sempre molto occupato con il lavoro, spesso si ritrova a trascurare la moglie, la figlia e il figlio avuto con la precedente moglie. Ritrovarsi nel corpo del gatto, gli servirà a trascorrere del tempo con la sua famiglia e capire ciò che si è perso in tutto quel tempo.
- Lara Brand: è la moglie di Tom. Intenta a lasciarlo per il suo essere così poco presente con lei e la figlia, nonostante dentro di sé lo ami ancora.
- Rebecca Brand: è la figlia di Tom e Lara. Desidera un gatto per il compleanno, soffre molto per il padre e arriverà a capire che l'anima di suo padre si trova in realtà nel corpo del gatto.
- David Brand: è il figlio di Tom avuto con la prima moglie. Lavora nell'azienda del padre, ed e molto attaccato a lui, tanto da avergli suggerito il nome dell'azienda paterna.

## Curiosità
- La canzone che Tom Brand (Kevin Spacey) e Rebecca Brand (Malina Weissman) ballano è Three Cool Cats dei The Coasters. Inoltre le sue sintonie si sentono per la maggior parte del film, essendo la canzone in tema.
- Il gatto è stato scelto di razza siberiana, dalla caratteristica ipoallergenica, perché il regista Barry Sonnenfeld è allergico ai gatti[1].

## Distribuzione
In Italia il film è stato distribuito da Key Films ed è uscito nelle sale cinematografiche il 7 dicembre 2016.